# Scotts stuga

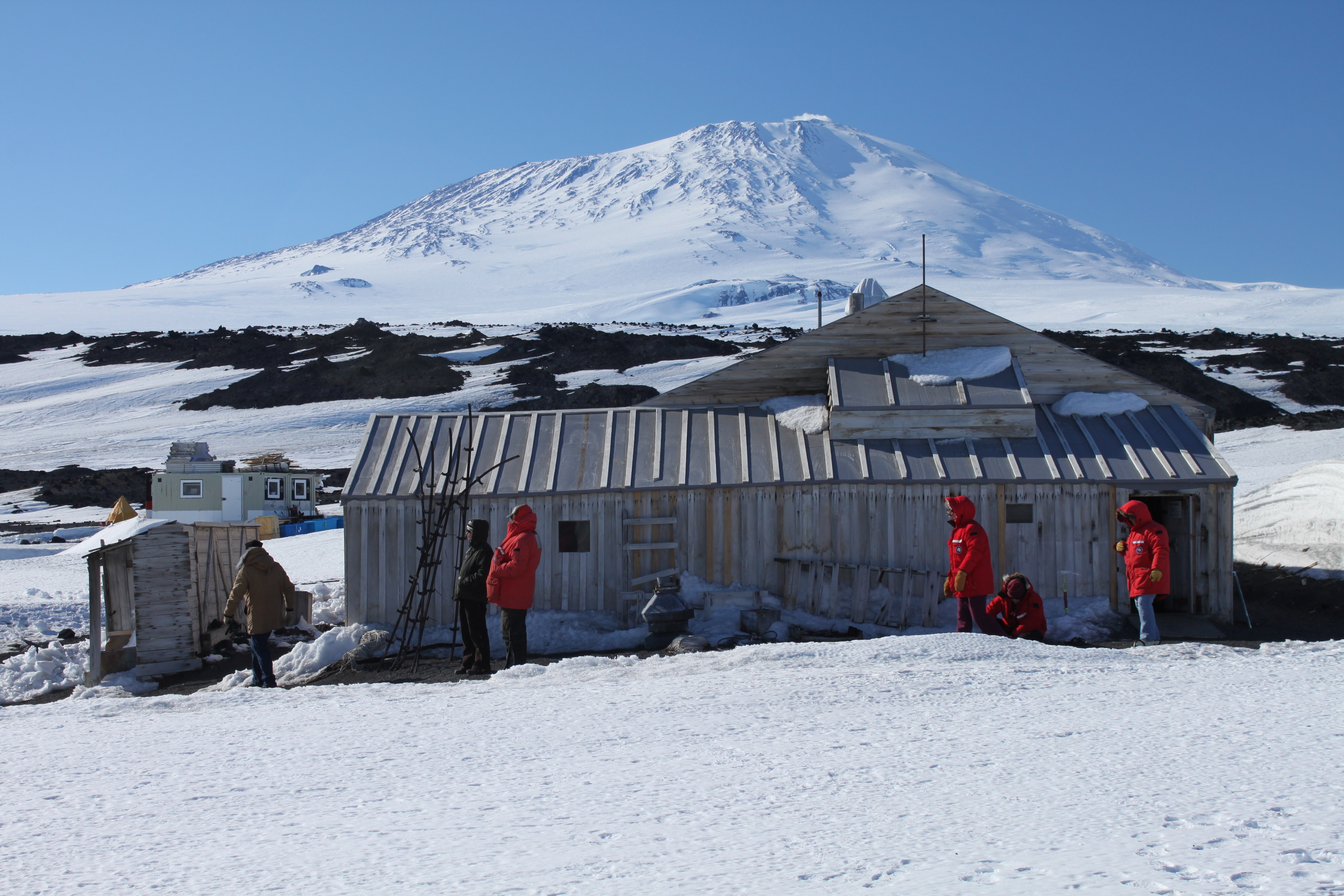
Scotts stuga i november 2010.

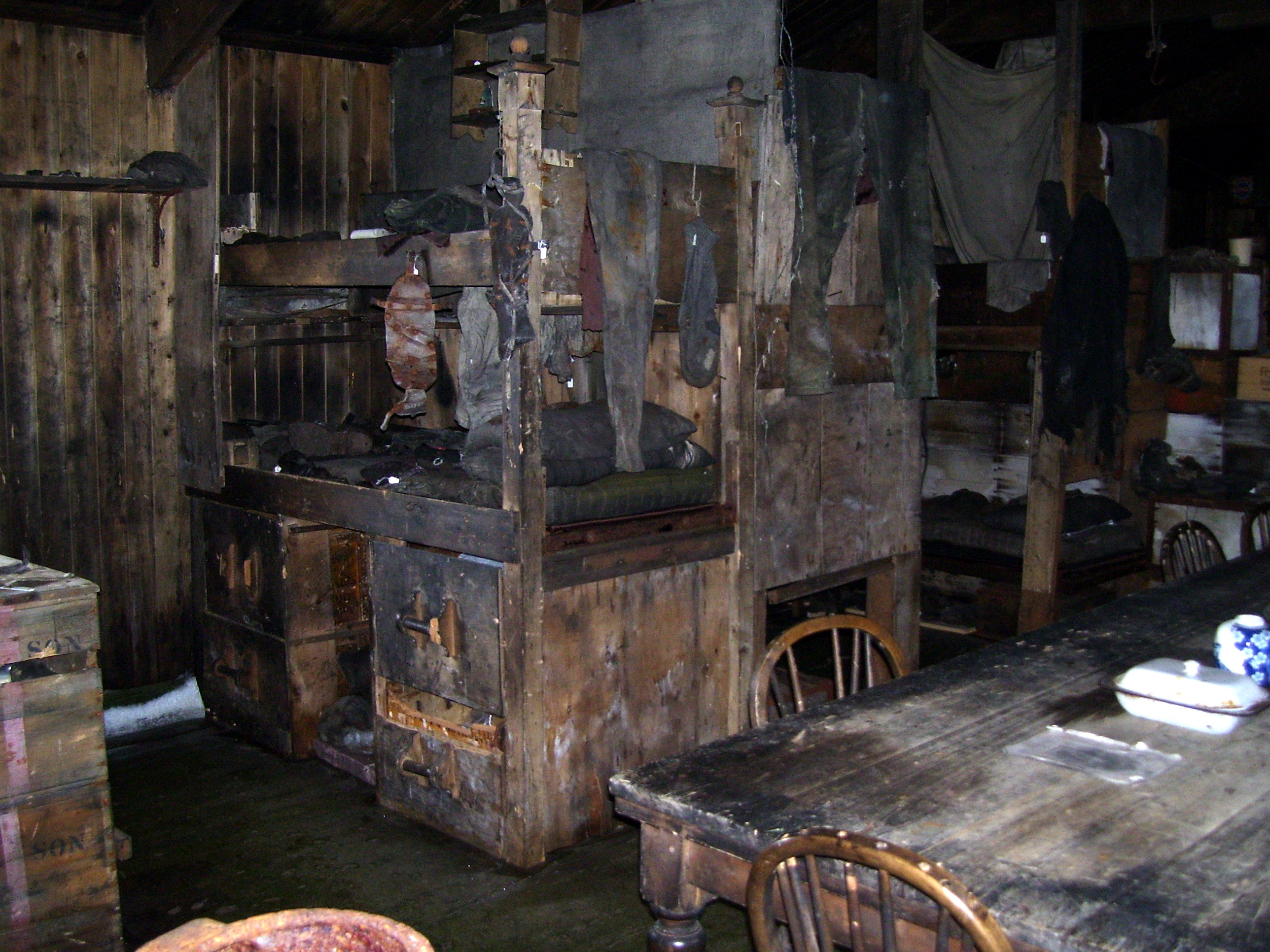
Stugans insida.

Scotts stuga är en byggnad belägen vid norra stranden av Cape Evans på Rossön i Antarktis. Byggnaden är uppförd år 1911 av den brittiska Antarktisexpeditionen 1910 - 1913 (även känd som Terra Nova-expeditionen) under ledning av Robert Scott. När Scott valde en bas för 1910-1913-expeditionens verksamhet avvisade han tanken på att återuppta Discovery Hut som han hade byggt vid McMurdosundet under Discovery-expeditionen åren 1901 - 1904.
Första stugan låg vid Hut Point Peninsula, 20 kilometer söder om Cape Evans. Två faktorer påverkade beslutet att bygga en ny stuga. Den ena var att huset var alldeles för kallt som bostad och den andra var att Scotts fartyg, RRS Discovery, hade fångats av havsis vid Hut Point, ett problem han hoppades undvika genom att etablera sin nya bas längre norrut.
Viss förvirring uppstår eftersom Discovery Hut tekniskt sett kan kallas Scotts stuga, för det var hans expedition som byggde den, och var hans bas när han var på land under expeditionen 1901 - 1904, men titeln Scotts stuga tillhör populärt byggnaden som uppfördes 1911 vid Cape Evans.